# Gonzalo Noguera
Gonzalo Pablo Noguera Delucchi (Montevideo, Uruguay, 16 de mayo de 1977) es un exfutbolista uruguayo que jugaba como portero. En la actualidad se desempeña como entrenador de porteros del Liverpool Fútbol Club de la Primera División de Uruguay

## Carrera
Realizó las divisiones inferiores en el Montevideo Wanderers, debutando en la temporada 1995. 
Jugó allí hasta el año 2001, en que paso a Deporrtes La Serena de Chile, donde tuvo un buen paso. 
En el 2003, Noguera volvió a su país natal, para jugar en Miramar Misiones. 
Después en la temporada 2007-08, pasó al Progreso de La Teja. 
En el año 2008 logró el salto a un equipo grande, cuando pasó al Peñarol.
Finalmente defendió a Deportivo Maldonado y nuevamente a Miramar Misiones, para retirarse allí a finales del año 2011. Actualmente es entrenador de fútbol, desempeñándose como entrenador de arqueros en el cuerpo técnico de la selección sub-17 de Uruguay a cargo de Santiago Ostolaza, Adrián Sarkisian, y el profesor Guillermo Souto.

## Clubes
| Club                 | País    | Año         |
| -------------------- | ------- | ----------- |
| Montevideo Wanderers | Uruguay | 1995 - 2001 |
| Deportes La Serena   | Chile   | 2001 - 2002 |
| Miramar Misiones     | Uruguay | 2003 - 2007 |
| Progreso             | Uruguay | 2007 - 2008 |
| Peñarol              | Uruguay | 2008 - 2010 |
| Deportivo Maldonado  | Uruguay | 2010        |
| Miramar Misiones     | Uruguay | 2011        |

## Palmarés
| Título              | Club    | País    | Año     |
| Campeonato Uruguayo | Peñarol | Uruguay | 2009-10 |